# لا كابيل ليه بولوجن
لا كابيل ليه بولوجن (بالفرنسية: La Capelle-lès-Boulogne)‏ هي بلدية تقع في إقليم باد كاليه من منطقة نور با دو كاليه في شمال فرنسا. تبلغ مساحة هذه المدينة 6.5 (كم²)، وترتفع عن سطح البحر 104 م، يبلغ عدد سكانها 1545 نسمة حسب إحصاء المعهد الوطني للإحصاء والدراسات الاقتصادية سنة 2009 م. وترأس Bernard Grare البلدية خلال فترة (2008-2014).